# الحرية الدينية في بنين
ينصّ الدستور في بنين على الحرية الدينية، وتحترم الحكومة هذا الحق في الممارسة بشكل عام. لم ترد أي تقارير عن اعتداءات اجتماعية أو تمييز على أساس المعتقد أو الممارسة الدينية، واتخذ زعماء المجتمع البارزون خطوات إيجابية لتعزيز الحرية الدينية.

## الديموغرافيا الدينية
وفقًا لإحصاء عام 2002، فإن 27.1% من السكان هم من الروم الكاثوليك، و24.4% مسلمين، و17.3% من أتباع ديانة الفودو، و5% مسيحيين من أتباع كنيسة المسيح السماوية، و3.2% ميثوديين، و7.5% مسيحيين آخرين، و6% من الجماعات الدينية التقليدية، و1.9% جماعات دينية أخرى، و6.5% لا ينسبون أنفسهم لأي انتماء ديني.

## وضع الحرية الدينية

### الإطار القانوني والسياسي
ينصّ الدستور على الحرية الدينية، وتحترم الحكومة هذا الحق في الممارسة بشكل عام. سعت الحكومة إلى حماية هذا الحق بالكامل وعلى جميع المستويات، ولم تتسامح مع انتهاكه من قبل الجهات الحكومية أو الخاصة. لا يوجد دين مُتبنى من قبل الدولة.
تُحدد المحكمة الدستورية التوجيهات القانونية التي تضبط الممارسة الدينية. قررت هذه المحكمة في السنوات الأخيرة أن منع أي مجموعة من الحصول على خدماتها الدينية غير قانوني، وأن نقد المعتقد الديني هو حق محمي في حرية التعبير.
يُسمح لوزارة الدفاع بالتدخل في النزاعات بين الجماعات الدينية بصفتها قوة لحفظ السلام لضمان النظام العام والسلام الاجتماعي، شريطة أن يمتثل التدخل لمبدأ حيادية الدولة في إدارة الشؤون الدينية.
يجب على الأشخاص الذين يرغبون في تشكيل جماعة دينية التسجيل لدى وزارة الداخلية. تتماثل متطلبات التسجيل بالنسبة لجميع الجماعات الدينية، ولم ترد أي تقارير عن رفض إذن التسجيل لأي جماعة دينية أو تعرضها لتأخيرات أو عقبات غير عادية في عملية التسجيل. والجماعات الدينية معفية من الضرائب.
احترم المسؤولون الحكوميون القادة البارزين لجميع الجماعات الدينية من خلال حضور مراسم التنصيب والجنائز وغيرها من الاحتفالات الدينية. استقبل الرئيس بانتظام قادة جميع الجماعات الدينية، وكُلفت قوات الشرطة بتوفير الأمن لأي حدث ديني عند الطلب.
المدارس العامة غير مخولة بتوفير التعليم الديني وفقا للمادة 2 من الدستور التي تنصّ على دولة علمانية، بينما يُسمح للجماعات الدينية بإنشاء مدارس خاصة.
تشمل العطلات القومية الأعياد الدينية المسيحية بما فيها اثنين الباعوث، وعيد الصعود، وعيد العنصرة، وعيد ارتقاء العذراء، وعيد جميع القديسين، وعيد الميلاد، والأعياد الدينية الإسلامية بما فيها شهر رمضان، وعيد الأضحى، ومولد النبي محمد، والاحتفال الوطني بعطلة الديانات التقليدية. وغطّى التلفزيون الرسمي الاحتفال بالأعياد الدينية والمناسبات الخاصة في حياة الزعماء الدينيين البارزين، بما في ذلك أعياد الرسامة والجنائز.
استقبل الرئيس بعد فترة وجيزة من تنصيبه قادة وممثلي الجماعات الدينية المسيحية والإسلامية والتقليدية الأصلية على التوالي.
يُحتفل باليوم المسكوني في الأربعاء الأول من شهر أيار/مايو ويتضمن احتفالا ضخما بالتعاون بين الأديان في مدينة أويدة التاريخية. ويبذل الزعماء الدينيون جهودا لسد الفجوة بين المسيحيين والمسلمين والوعظ برسالة التسامح.

### القيود على الحرية الدينية
ساهمت سياسة وممارسات الحكومة في تعزيز حرية الممارسة الدينية بشكل عام. ولم ترد تقارير عن وجود سجناء أو معتقلين دينيين في البلاد، كما لم ترد تقارير عن تحول ديني قسري.

## الانتهاكات الاجتماعية والتمييز
لم ترد أي تقارير عن انتهاكات اجتماعية أو تمييز قائم على المعتقد أو الممارسة الدينية. كان التسامح الديني واسع الانتشار على جميع مستويات المجتمع وفي جميع المناطق، بسبب تنوع الانتماءات الدينية داخل العائلات والمجتمعات. يجري الحوار بين الأديان بانتظام، واحترم المواطنون التقاليد والممارسات الدينية المختلفة، بما في ذلك المعتقدات التوفيقية. كان الكثير من أتباع الفودو، مسيحيين أو مسلمين، ومتسامحين مع الجماعات الدينية الأخرى.